# جون هينسلي
جون هينسلي (بالإنجليزية: John Hensley)‏ هو ممثل أمريكي، ولد في 29 أغسطس 1977 في هايدن في الولايات المتحدة.

## أعمال

### أفلام
- (2007) أسنان
- (2011)  الجزء الثالث

### مسلسلات
- التحقيق في موقع الجريمة
- نيب/تك

## وصلات خارجية
- جون هينسلي على موقع IMDb (الإنجليزية)
- جون هينسلي على موقع روتن توميتوز (الإنجليزية)
- جون هينسلي على موقع ألو سيني (الفرنسية)
- جون هينسلي على موقع أول موفي (الإنجليزية)
- جون هينسلي على موقع قاعدة بيانات الأفلام السويدية (السويدية)
- جون هينسلي على موقع إن إن دي بي (الإنجليزية)
- جون هينسلي على موقع قاعدة بيانات الفيلم (الإنجليزية)
- جون هينسلي على موقع كينوبويسك (الروسية)